# Boris Pahor
Boris Pahor (ur. 26 sierpnia 1913 w Trieście, zm. 30 maja 2022 tamże) – słoweński pisarz. Laureat Nagrody Prešerna. Wielokrotnie nominowany do Nagrody Nobla w dziedzinie literatury. Uchodził za jednego z najważniejszych i najbardziej wpływowych słoweńskich pisarzy. Jego dzieła podejmowały przede wszystkim tematykę faszyzmu i nacjonalizmów na słoweńsko-włoskim pograniczu oraz doświadczeń z życia w niemieckich obozach śmierci.

## Życiorys

### Dzieciństwo i młodość
Urodził się w słoweńskiej rodzinie w Trieście, największym mieście portowym Imperium Austro-Węgierskiego. Ojciec pochodzący z Krasu pracował jako urzędnik w administracji austro-węgierskiej, a w 1919 po nastaniu nowej włoskiej państwowości w Trieście został zwolniony. Od tego czasu pracował jako sprzedawca uliczny.
Młody Pahor w dzieciństwie i młodości doświadczał skutków narastającego włoskiego nacjonalizmu i totalitaryzmu, z którymi odtąd w imię humanizmu chrześcijańskiego i wartości komunitarnych toczył intelektualną walkę. W 1920 był świadkiem podpalenia przez włoskich faszystów budynku Narodnega doma – ośrodka mniejszości słoweńskiej w Trieście. Owo wydarzenie odcisnęło piętno w świadomości pisarza. W swoich esejach i powieści „Trg Oberdan” wielokrotnie wracał pamięcią do dnia pożaru, który uważa za symboliczny początek faszystowskiego terroru i antysłoweńskiej nagonki na terenie Włoch.

### Edukacja
W latach 1919–1923 uczył się w j. słoweńskim w publicznej szkole w Trieście. Po reformach Gentilego, gdy Włosi znieśli edukację w językach słowiańskich, naukę kontynuował w języku włoskim. Po maturze został przyjęty do Wyższej Szkoły Rzymskokatolickiej w wówczas należącym do Włoch Koprze. Po jej ukończeniu w 1935 zapisał się na studia teologiczne na Uniwersytecie w Goricy, które porzucił po dwóch latach.
Okres nauki w Koprze i Goricy wiąże się ze wzrostem krytycyzmu wobec działań włoskich nacjonalistów oraz zarządzeń włoskich władz. W 1936 Borisem Pahorem wstrząsnęło brutalne porwanie i torturowanie przez włoskich faszystów dyrektora słoweńskiego chóru, kompozytora i działacza kulturowego Lojzeta Bruža, który w wyniku odniesionych ran zmarł dwa miesiące później.
Posługiwanie się językiem słoweńskim na terenie słoweńskiej Wenecji było surowo zabronione przez władze, na co Pahor nie zważał, zaczynając intensywną twórczość w literackim języku słoweńskim. Pierwsze utwory – opowiadania i eseje, mimo powszechnego zakazu utrzymywania kontaktów między Słoweńcami mieszkającymi na terenie Włoch a rodakami z Jugosławii – udało mu się opublikować w Lublanie pod pseudonimem Jožko Ambrožič. W 1939 nawiązał kontakt ze znaną słoweńską osobowością, poetą i myślicielem Edvardem Kocbekiem, który zapoznał go ze współczesnymi prądami w literaturze oraz pomógł mu podnieść poziom języka słoweńskiego.
Wrócił do Triestu w 1938, gdzie związał się ze słoweńskim podziemnym środowiskiem intelektualnym. Utrzymywał stosunki między innymi z poetą Stanko Vukiem i kilkoma członkami słoweńskiej paramilitarnej antyfaszystowskiej organizacji TIGR.

### II wojna światowa
W 1940 został wcielony do włoskiej armii I wysłany na front do Libii. Doświadczenia z Afryki, zetknięcie z arabskim światem i istryjskimi towarzyszami niedoli, stały się zaczynem wewnętrznej przemiany, o której traktuje powieść „Nomadi brez oaze”. W 1940 jako tłumacz wojskowy został przeniesiony na służbę do Lombardii. Wkrótce potem zapisał się studia na kierunku literatury włoskiej na Uniwersytecie w Padwie.
W 1943, po zawieszeniu broni między Włochami i aliantami, wrócił do Triestu znajdującego się pod niemiecką okupacją. Po kilku tygodniach przyłączył się do działającej na słoweńskim przymorzu Narodowej Armii Wyzwolenia Jugosławii. Na kartach powieści „Mesto v Zalivu”, napisanej w 1955 można odnaleźć wątki autobiograficzne z tego okresu. Protagonistą utworu jest młody triesteński intelektualista, którego życie osobiste jest determinowane wydarzeniami II wojny światowej na pograniczu włosko-słoweńskim.
21 stycznia 1944 został pojmany przez domobrańców, członków słoweńskiej formacji kolaborującej z Niemcami, a następnie przekazany Niemcom. Najpierw trafił do więzienia w Trieście, skąd 28 lutego został przewieziony do niemieckiego obozu koncentracyjnego Dachau. Więziony był również w niemieckich obozach koncentracyjnych Markirich, Natzweiler-Struthof, Mittelbau-Dora, Harzungen i na końcu Bergen-Belsen, z którego został uwolniony 15 kwietnia 1945. Opisy doświadczenia z niemieckich obozów koncentracyjnych dominują w jego twórczości, przez co jest często porównywany z pisarzami takimi jak Primo Levi, Imre Kertész czy Jorge Semprún. „Nekropola”, bodaj najbardziej popularna poza granicami Słowenii powieść autora, wpisuje się w nurt literatury obozowej. Opis wizyty po latach byłego więźnia obozu na terenie miejsca dawnej niewoli, staje się impulsem do rozpoczęcia wewnętrznego monologu przeplatanego wspomnieniami wojennymi i pytaniami o kondycję człowieczeństwa.

### Lata zimnej wojny
Powrócił do Triestu w 1946, po ponad rocznej rekonwalescencji we francuskim sanatorium Villers-sur-Marne. W 1947 na Uniwersytecie w Padwie obronił pracę dyplomową na temat poezji Edvarda Kocbeka. W tym samym roku doszło do pierwszego spotkania między literatami. Przyjaźń, jaka się między nimi nawiązała trwała do śmierci Kocbeka.
W latach 1951–1952, gdy komuniści z Wolnego Terytorium Triestu przeprowadzali nagonkę na twórczość Kocbeka, Pahor opowiedział się po jego stronie, czego skutkiem był rozpad tamtejszego koła lewicowego, do którego pisarz należał od roku 1946 oraz odejście pisarza od ideologii socjalistycznej ku liberalno-demokratycznej. W 1966 razem z innym triesteńskim pisarzem Alojzem Rebulą założył czasopismo Zaliv, wspierające demokrację w opozycji do titoizmu ówczesnej Jugosławii. Czasopismo Zaliv pełniło istotną rolę w debacie na temat demokracji i pozwalało słoweńskim opozycjonistom wyrażać przekonania. Magazyn został zawieszony w 1990, kiedy podczas pierwszych wyborów w Słowenii zwyciężyła partia DEMOS (Demokratyczna Opozycja Słowenii).
Między 1953 a 1975 rokiem Pahor pracował jako nauczyciel języka włoskiego w słoweńskiej szkole średniej w Trieście. W tym okresie współpracował z organizacją AIDLCM (fr. Association Internationale pour la Defense des Langues et Cultures Menacees) wspierającą i promującą języki oraz kultury mniejszości. W ramach swoich obowiązków członkowskich odbył wiele podróży po całej Europie, co pozwoliło mu na odkrycie jej kulturowej różnorodności i umocniło jego antycentralistyczne poglądy.

### Afera „Zalivu”
W 1975 Pahor i Alojz Rebula wydali publikację pod tytułem „Edvard Kocbek: pričevalec našega časa”, zawierającą wywiad ze słoweńskim poetą otwarcie oskarżającym władze Jugosławii o egzekucję 10–12 tysięcy słoweńskich domobranców (kolaborantów z Niemcami) między kwietniem a czerwcem 1945. Książka wywołała wielki skandal w Jugosławii i zapoczątkowała kampanię jugosłowiańskich mediów przeciwko Kocbekowi. Czasopismo Zaliv, odpowiedzialne za publikację, zostało zakazane w Jugosławii, a jego redaktorom zabroniono wjazdu do kraju.
W 1989 Pahor spisał wspomnienia o Kocbeku w książce zatytułowanej „Ta ocean strašnó odprt” wydanej przez wydawnictwo Slovenska Matica. Publikacja ze wstępem słoweńskiego historyka Boga Grafenauera stała się ważnym krokiem na rzecz rehabilitacji Kocbeka i zapowiedzią demokratyzacji Słowenii.

### Po 1990

#### Popularność w Słowenii
Po 1990 Pahor uzyskał popularność w Słowenii. Dwa lata później otrzymał Nagrodę Prešerna, najwyższe wyróżnienie kulturalne w Słowenii. W maju 2009 został członkiem rzeczywistym Słoweńskiej Akademii Nauki i Sztuki.
W marcu 2010 słoweńska telewizja nakręciła film dokumentalny o życiu Pahora pod tytułem „Trmasti spomin”. W filmie wystąpiło kilka osób publicznych wypowiadających się o Pahorze, w tym dwóch triesteńskich historyków słoweńskiego pochodzenia – Marto Verginella i Jože Pirjevca oraz włoski pisarz Claudio Magrisa, francuski krytyk literacki Antoine Spirej, włoski dziennikarz Paulo Rumiza i słoweński historyk literatury Miran Kosuto.
W marcu 2010 kilka organizacji pozarządowych zgłosiło kandydaturę Pahora do honorowego obywatelstwa Lublany. Lublańska komisja ds. honorowego obywatelstwa odrzuciła kandydaturę Pahora. Decyzję tę szeroko komentowały media słoweńskie. Reakcją Pahora na werdykt komisji było publiczne wystąpienie, w którym powiedział, że nigdy nie zabiegał o uzyskania honorowego obywatelstwa Lublany, gdyż władze miasta od czasów I wojny światowej w zbyt małym stopniu wspierają Słoweńców z terenu Przymorza. Pahor posiadał od 2010 honorowe obywatelstwo Mariboru i od 2005 doktorat honoris causa Uniwersytetu na Primorskem.
Pahor do końca życia mieszkał i tworzył w rodzinnym Trieście. Brał udział w życiu publicznym zarówno stricte słoweńskim, jak i terenów Włoch zamieszkałych przez słoweńską mniejszość narodową. Jego opinie na temat bieżących wydarzeń nierzadko odbijały się szerokim echem w słoweńskich mediach. Wiele kontrowersji wzbudziły jego wypowiedzi dotyczące propozycji zmiany słów hymnu państwowego Słowenii, ze względu na jego internacjonalny charakter oraz wybór na burmistrza Piranu obcokrajowca Petera Bossmana.
W 2007 Boris Pahor poparł kandydata partii LDS Mitję Gasparija na prezydenta Słowenii. W roku 2009 kandydował do Parlamentu Europejskiego z listy Südtiroler Volkspartei (Południowotyrolskiej Partii Ludowej).

#### Popularność we Włoszech
Po 2000 twórczość Pahora stała się przedmiotem zainteresowania międzynarodowej opinii publicznej i jest przekładana na najbardziej rozpowszechnione europejskie języki. W 2007 ukazał się włoski przekład powieści „Nekropola” nakładem domu wydawniczego Fazi Editori.
W styczniu 2008 włoska gazeta La Repubblica opublikowała artykuł poświęcony pisarzowi „Il caso Pahor” (Przypadek Pahora), ubolewający na tak późnym spopularyzowaniu jego twórczości, o co obwinia włoskie środowiska nacjonalistyczne z Triestu.
„Aż 40 lat było potrzebnych, aby tak wartościowy autor stał się znany w swoim własnym kraju... Zbyt długo było w czyimś interesie zataić, że w „absolutnie włoskim” Trieście ktoś dokonuje wielkich rzeczy w języku innym od włoskiego”.
W lutym 2008 Pahor z okazji wznowienia druku „Nekropoli” został zaproszony po raz pierwszy do udzielenia wywiadu we włoskiej telewizji publicznej RAI. W popularnej niedzielnej audycji Che tempo che fa opowiadał o zbrodniach popełnianych przez włoskich faszystów na terenie i w okolicach Triestu. W grudniu 2008 triesteński burmistrz Roberti Dipiazza przyznał pisarzowi nagrodę za dokonania w dziedzinie kultury, podkreślając jego martyrologię pod niemiecką okupacją i sprzeciw wobec jugosłowiańskiego reżimu komunistycznego. Pahor odmówił przyjęcia odznaczenia i skrytykował burmistrza za pominięcie jego walki z włoskim faszyzmem. Swoją postawą, która odbiła się szerokim echem we włoskich mediach, obudził duchy przeszłości drzemiące na terenie Friuli-Wenecji Julijskiej. Wielu uznanych włoskich lewicowych intelektualistów, jak na przykład astrofizyczka i pisarka popularnonaukowa Margherita Hack, poparło decyzję Słoweńca. Associazione cittadini liberi ed uguali, triesteńska organizacja zajmująca się równouprawnieniem i dochodzeniem praw wszystkich obywateli również opowiedziała się po stronie pisarza i uhonorowała go alternatywną nagrodą akcentującą jego antyfaszystowskie stanowisko.
4 grudnia 2010 r. na deskach triesteńskiego teatru Verdi odbyła się premiera sztuki Nekropola w reżyserii Borisa Kobala. Inscenizacja powieści Borisa Pahora w języku słoweńskim z włoskimi napisami została uznana za ważny krok ku polepszeniu relacji między włoską a słoweńską ludnością zamieszkującą Triest.

## Twórczość

### Styl pisania
Pisarstwo Pahora stanowi mieszankę narodowo i humanistycznie zaangażowanego realizmu, z elementami liryki, odniesieniami do etosu i moralności oraz opisami erotyki. Naczelną ideą pisarza jest przekonanie, że jedyną wartością odciągającą człowieka i ludzkość od zła jest miłość. Słoweński krytyk literacki Jože Pogačnik twórczość Pahora uważał za spuściznę neoromantyzmu, symbolizmu, ekspresjonizm i neorealizmu. Pod wpływem francuskiej literatury posługuje się nierzadko w narracji strumieniem świadomości. Z przekonania Pahor jest agnostykiem, witalistą i pluralistą. Powtarza, że zachowanie narodowej tożsamości jest konieczne, by słoweńska kultura przetrwała na terenach włoskich.

### Rozpoznawalność na świecie
Twórczość Pahora jest znana we Francji, Niemczech, Austrii, Stanach Zjednoczonych oraz w ostatnich latach w Hiszpanii i w Finlandii. Najbardziej rozpowszechniona jest powieść Nekropola, choć trylogia o słoweńskiej mniejszości we Włoszech („Spopad s Pomladjo”, „Zatemnitev”, „V labirintu”), przetłumaczona na język francuski i niemiecki również cieszy się popularnością. Utwory Pahora doczekały się przekładu na serbsko-chorwacki, angielski, węgierski, włoski, francuski, niemiecki, hiszpański, kataloński i fiński. Boris Pahor został uhonorowany odznaczeniami przyznawanymi przez władze krajów europejskich. W maju 2007 rząd francuski przyznał mu tytuł Kawalera Legii Honorowej, a 26 kwietnia 2010 w Austrii nadany mu został Honorowy Krzyż Nauki i Sztuki, najwyższe odznaczenie, jakie obcokrajowiec może otrzymać. W 2011 został ponownie odznaczony przez rząd Francji, tym razem otrzymał insygnia Komandora Orderu Sztuk i Literatury.

### Twórczość literacka a literatura słoweńska
Książki Pahora od 1960 zaczęły stawać się znane w Jugosławii, jednak nie uzyskały szerokiego rozgłosu z przyczyn politycznych. Rząd socjalistycznej Jugosławii upatrywał w nich potencjalne zagrożenie. Pomimo tego stał się on jednym z głównych etycznych przewodników nowej powojennej generacji autorów, między innymi Drago Jančar wielokrotnie podkreślał swój dług wdzięczności wobec Pahora. Książkę „Mož, ki je rekel ne” (Człowiek, który powiedział nie), wydaną w 1993, poświęcił przeglądowi twórczości triesteńczyka i jego wpływowi na kształtowanie moralności po II wojnie światowej.

## Życie prywatne
Był żonaty z Radoslavą Premrl, siostrą bohatera słoweńskiego antyfaszystowskiego ruchu oporu Janka Premrla Vojka.
Oprócz języków słoweńskiego i włoskiego biegle znał język francuski.

## Publikacje
- Moj tržaški naslov (1948) – opowiadania
- Vila ob jezeru (1955) – powieść (fr. La Villa sur le lac, wł. La villa sul lago, niem. Villa am See, serb.-chorw. Vila na jezeru)
- Mesto v zalivu (1955) – powieść (niem. Die Stadt in der Bucht)
- Nomadi brez oaze (1956) – powieść (niem. Nomaden ohne Oase)
- Onkraj pekla so ljudje (1958) później znana pod tytułem:Spopad s pomladjo (1978) – powieść(ang.A Difficult Spring, fr. Printemps difficile, wł. Una primavera difficile, niem. Kampf mit dem Frühling)
- Kres v pristanu (alboGrmada v pristanu) (1959) – opowiadania (w tym: Rože za gobavca) (wł. Il rogo nel porto)
- Parnik trobi nji (1964) – novel (fr. L’Appel du navire, wł. Qui é proibito parlare, niem. Geheime Sprachgeschenke)
- Nekropola (1967) – powieść (ang. Pilgrim Among the Shadows, fr. Pèlerin parmi les ombres, wł. Necropoli, niem. Nekropolis, hiszp. Necrópolis, kataloński Necròpolis, fiń. Nekropoli, serb.-chorw. Nekropola, esperanto Pilgrimanto inter ombroj)
- Odisej ob jamboru (1969) – eseje
- Skarabej v srcu (1970) – pamiętnik, wspomnienia
- Varno naročje (1974) – opowiadania
- Zatemnitev (1975) – powieść (fr. Jours Obscurs, niem. Die Verdunkelung)
- Edvard Kocbek: pričevalec našega časa – artykuł, wywiad (razem z Alojzem Rebulą)
- Tržaški mozaik (1983) – szkice, eseje
- V labirintu (1984) – powieść (fr. Dans le labyrinth, niem. Im Labyrinth)
- Ta ocean, strašno odprt (1989) – pamiętnik, wspomnienia
- Srečko Kosovel (1993) – studium, biografia (po włosku) (po słoweńsku 2008)
- Ladja brez krmarja: narodna identiteta v italijanski književnosti od Danteja do Slataperja (1996) – eseje
- Zibelka sveta (1999) – powieść (fr. La Porte dorée, wł. Il petalo giallo, niem. Die Wiege der Welt)
- Dihanje morja (2001) – opowiadania
- Zgodba o reki, kripti in dvorljivem golobu (2003) – powieść (fr. Le Jardin des plantes)
- Letteratura slovena del Litorale: vademecum / Kosovel a Trieste e altri scritti (2004) – krótka biografia, eseje (po włosku)
- Meni pojejo fantje, meni pojejo! (2004) – opowiadanie Pahora Rože za gobavca przeplatane wierszami Ljubki Šorli
- Trg Oberdan (2006) – powieść (niem. Piazza Oberdan)
- Moje suhote in njihovi ljudje (2008) – eseje, wspomnienia

Dwie pierwsze publikacje Pahora Malajda (1939) i Dvignjeni iz nedelje strmimo v zemeljski krog zostały wydane nielegalnie w latach 30. w Trieście. Dystrybuowane były przez słoweńską katolicką młodzież.
W języku polskim ukazały się jedynie krótkie fragmenty prozy Borisa Pahora w czasopiśmie „Czas Kultury” (numery 2/2016 i 3/2016).

## Odznaczenia i nagrody
- Nagroda fundacji im. F. Prešerna (Słowenia)
- Nagroda Złotego św. Justa (Włochy)
- Doktor honoris causa Uniwersytetu na Primorskem (Słowenia)
- Komandor Orderu Sztuki i Literatury (Francja)
- Kawaler Legii Honorowej (Francja)
- Doktor honoris causa Uniwersytetu w Lublanie
- Honorowy Krzyż Nauki i Sztuki I klasy (Austria)
- Honorowe obywatelstwo Mariboru
- Komandor Orderu Zasługi Republiki Włoskiej 27 grudnia 2019[11]
- Kawaler Krzyża Wielkiego Orderu Zasługi Republiki Włoskiej 13 lipca 2020[12]
- Order za Wybitne Zasługi (Słowenia) 13 lipca 2020[13][12]